# Marina Deportiva de Alicante

Contraseña de la provincia marítima de Alicante a la que pertenece.

La Marina Deportiva del Puerto de Alicante S.A. explota, en régimen de concesión, el Puerto Deportivo de Alicante, en el municipio del mismo nombre, en la provincia de Alicante (España). Cuenta con 744 amarres deportivos, para una eslora máxima permitida de 60 metros, siendo su calado en bocana de 12 m.
- Este puerto cuenta con el distintivo de Bandera Azul desde 1997.

## Instalaciones
Cuenta con servicio de grúa y combustible.

## Distancias a puertos cercanos
- Puerto de Tabarca 12 mn
- Club Náutico Costa Blanca 1 mn
- Club Náutico de El Campello 8 mn
- Club Náutico de Santa Pola 17 mn

- Datos: Q5998295